# Ossentonggraafwants
De ossentonggraafwants (Sehirus morio) is een wants uit de familie van de graafwantsen (Cydnidae). 

## Uiterlijke kenmerken
De ossentonggraafwants is 9 tot 11,5 mm lang. Ze zijn diepzwart maar iets minder glanzend dan de er op lijkende Sehirus luctuosus. Ze zijn ook wat groter. De antennes zijn donkerbruin. De wants is zwaar gepuncteerd. De nimf is zwart met gedeeltelijk roodachtige abdomen.

## Verspreiding en habitat
De soort komt voor in Europa. Ze zijn te vinden op niet-beboste habitats, waar de gastheerplant groeit.

## Leefwijze
De wants leeft onder planten uit de ruwbladigenfamilie (Boraginaceae), met name onder ossentong (Anchusa). De volwassen wants overwintert.